# ب‌ام‌و سری ۳

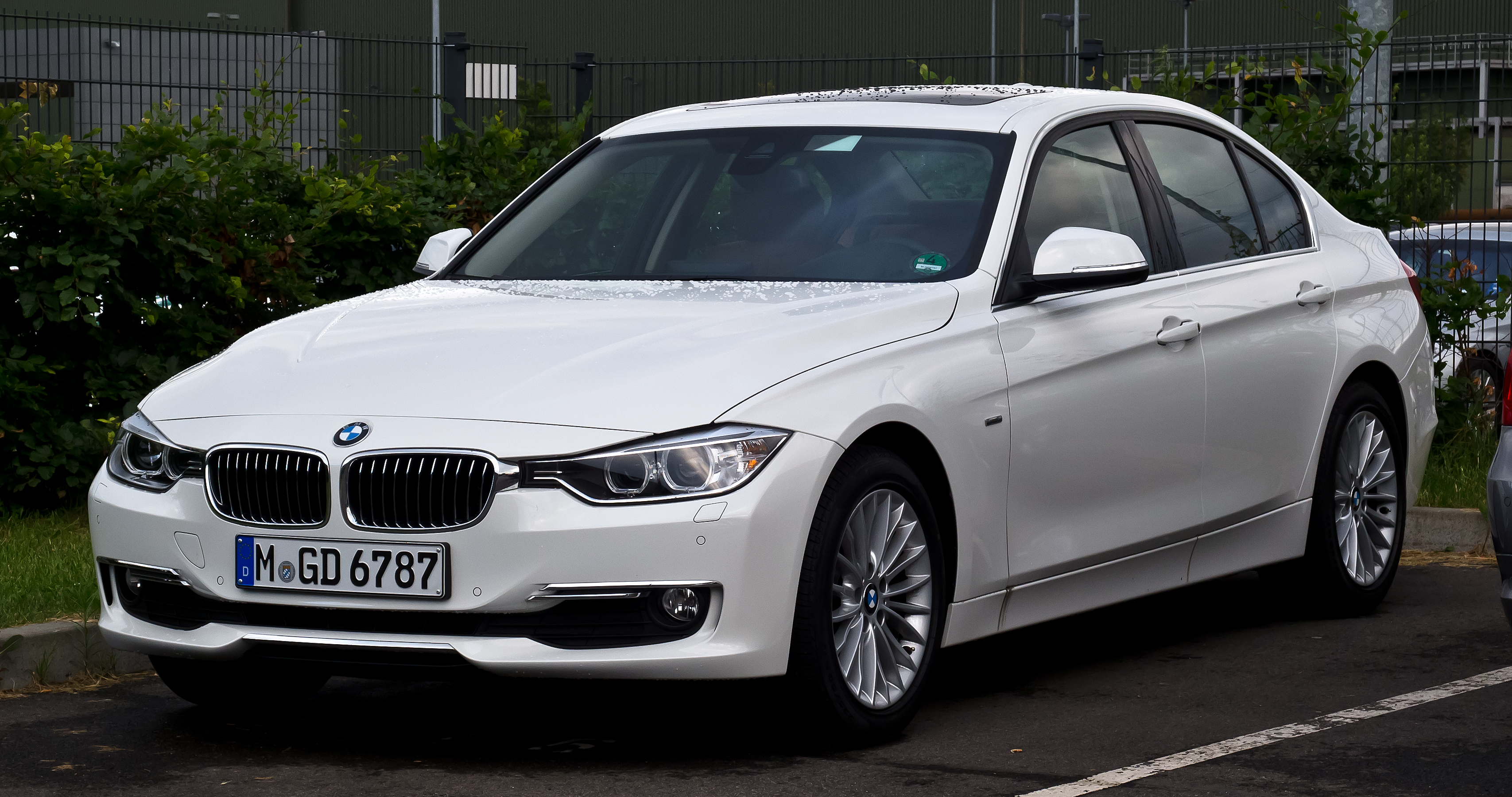

ب‌ام‌و سری ۳ (به انگلیسی: BMW 3 Series) یک خودروی کوچک و اسپرت که توسط کمپانی آلمانی ب ام و ساخته می‌شود. این خودرو در شش نسل متوالی از سال ۱۹۷۵ تاکنون ساخته می‌شود. این خودرو در پنج نوع بدنه سدان، کوپه، کانورتیبل (یا کروک)، استیشن و هاچ بک تولید می‌شود. ب ام و سری ۳ پرفروش‌ترین مدل کمپانی ب ام و است به‌طوری‌که حدود ۳۰٪ از تولید سالیانه اتومبیل‌های این شرکت از این سری می‌باشد.

## تاریخچه
ب‌ام‌و سری ۳ در اوج بحران نفتی سال ۱۹۷۳، به عنوان یک خودروی کوچک اسپرت و با پرستیژ که در عین حال کم مصرف و اقتصادی بود، به بازار عرضه شد. به دلیل تبعات این بحران مدل E-21 با استقبال بی نظیر مشتریان مواجه شد و به تنهایی باعث شد در سه سال فروش کمپانی ب ام و دو برابر شود. پس از آن همواره سری سه موفقترین و پرفروش‌ترین مدل کمپانی شد و همواره از بهترین‌های این کلاس بوده‌است.
کد نسل‌های سری ۳ به این گونه بوده‌است.
- نسل اول - E21: از سال ۱۹۷۵ تا ۱۹۸۱ سدان (فقط دو درب) و کابریولت
- نسل دوم - E-30: از سال ۱۹۸۲ تا ۱۹۹۱ سدان (دو درب و چهار درب)، کابریولت و استیشن
- نسل سوم - E36: از سال ۱۹۹۲ تا ۱۹۹۸ کوپه، سدان، کابریولت، کامپکت و استیشن
- نسل چهارم - E46: از سال ۱۹۹۹ تا ۲۰۰۵ کوپه، سدان، کابریولت، کامپکت و استیشن
- نسل پنجم - E90: از سال ۲۰۰۵ تا ۲۰۱۱ سدان، E91: از سال ۲۰۰۵ تا ۲۰۱۱ استیشن، E92: از سال ۲۰۰۶ تا ۲۰۱۳ کوپه، E93: از سال ۲۰۰۶ تا ۲۰۱۱ کابریولت
- نسل ششم - F30: از سال ۲۰۱۲ تاکنون سدان، F31: از سال ۲۰۱۲ تاکنون استیشن، F34: از سال ۲۰۱۳ تاکنون گرن توریسمو

## نسل اول (E21؛ ۱۹۷۵–۱۹۸۱)

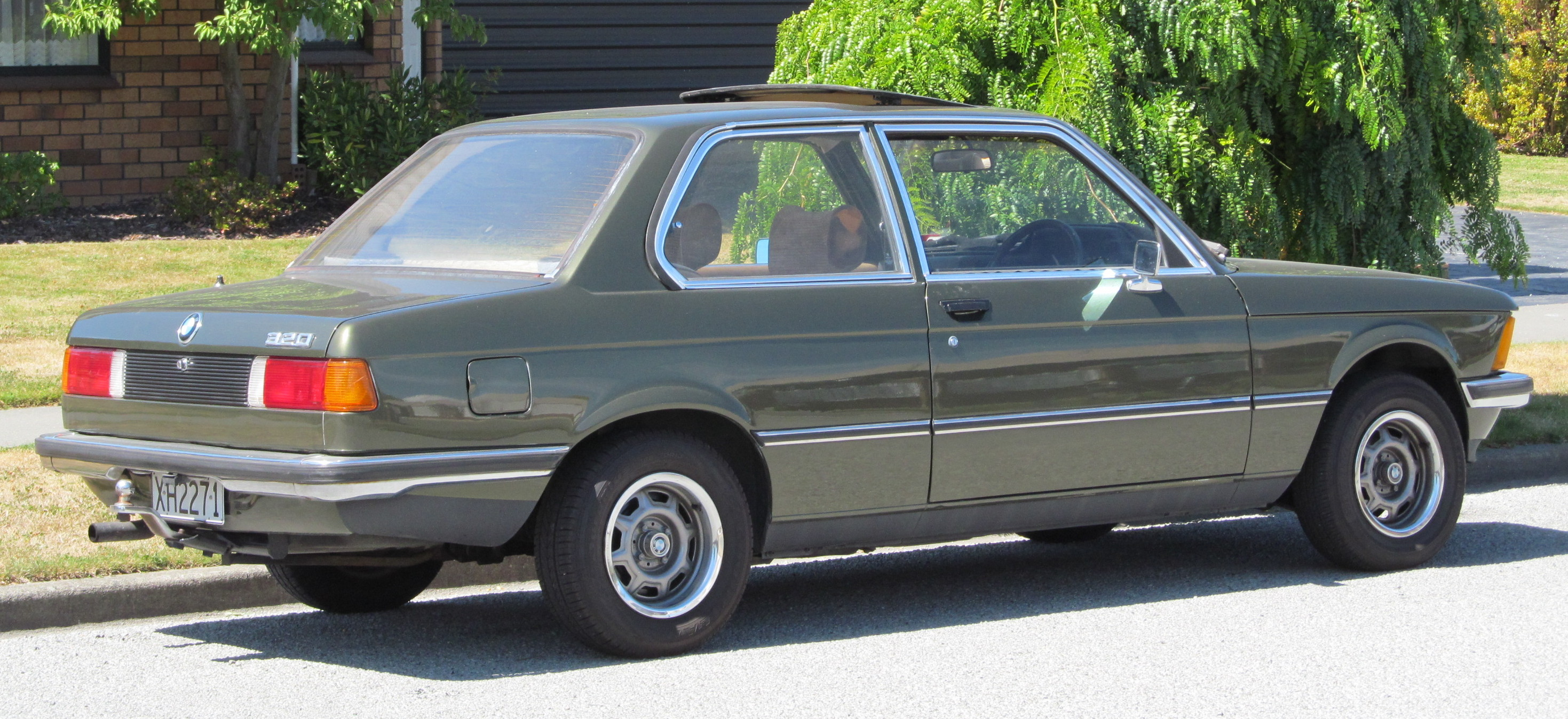
ب ام و ۳۲۰ سال ۱۹۷۸ (در نیو زیلند)

اتاق E21 در ۳ تیپ ۳۱۶، ۳۱۸ و ۳۲۰ تولید شد، تا جایگزین سری ۰۲ شود.
بیشتر E21ها به صورت دو درب سدان فروخته می‌شدند اما نمونهٔ کابریولت آن‌ها هم در دسترس بود. موتور E21 در ابتدا ۴ سیلندر بود اما از سال ۱۹۷۷ موتور ۶ سیلندر خطی نیز به خط تولید کارخانه نیز افزوده شد.

## نسل دوم (E30؛ ۱۹۸۲–۱۹۹۱)

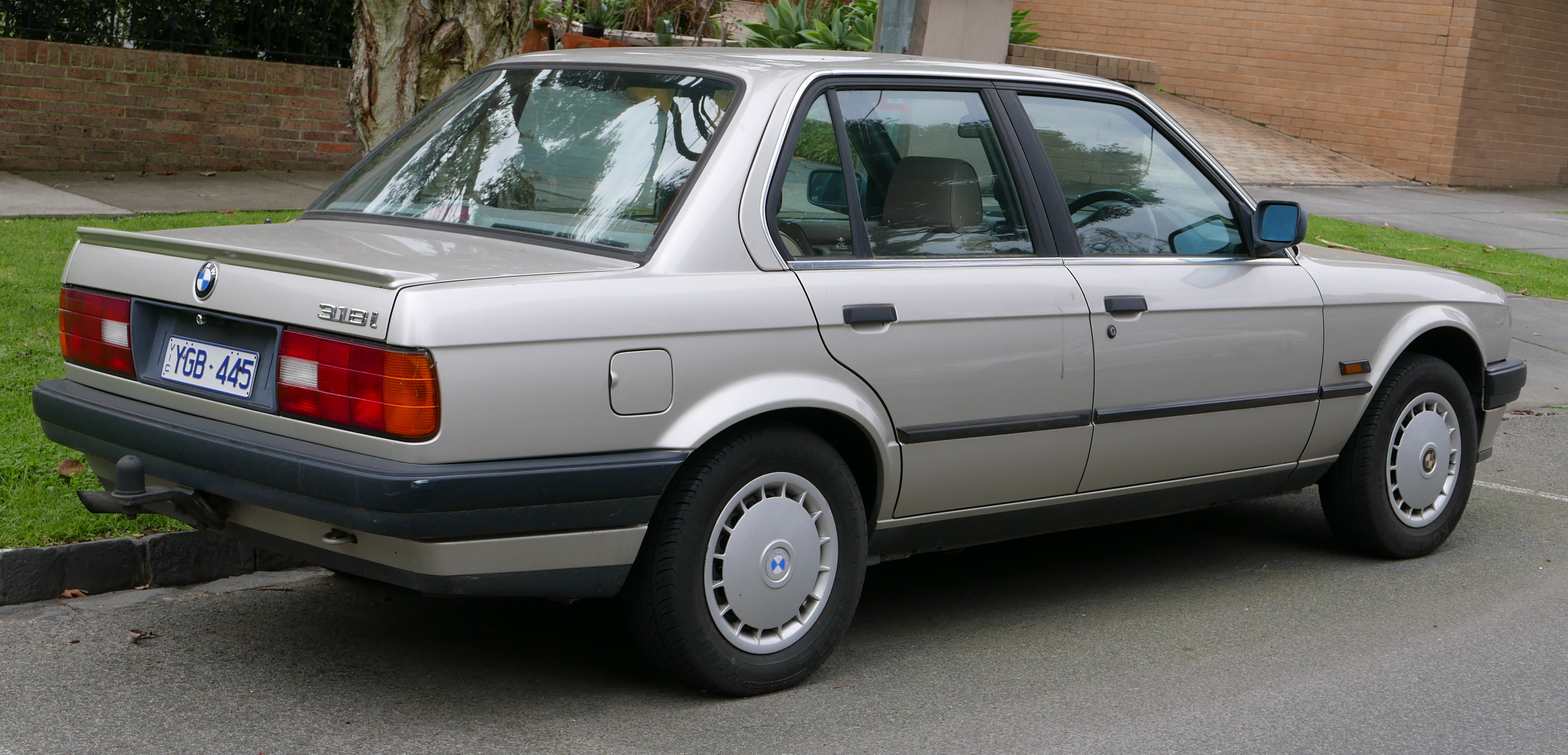
ب ام و 318i سدان (استرالیا)

اتاق E30 در ابتدا به صورت سدان دو درب تولید شد. سال‌های بعد سدان چهار درب، کابریولت و استیشن به عنوان فرم‌های بدنه اضاقه شد. E30 در دو پیشرانه ۴ و ۶ سیلندر موجود بود؛ همچنین برای نخستین بار یک موتور دیزل برای سری ۳ در نظر گرفته شده بود.
اولین نسخه M3 از اتاق E30 شروع و با موتور ۴ سیلندر S14 به بازار آمد که قادر به تولید ۱۷۵ کیلووات (۲۳۵ اسب بخار) بود.

## نسل سوم (E36؛ ۱۹۹۲–۱۹۹۸)

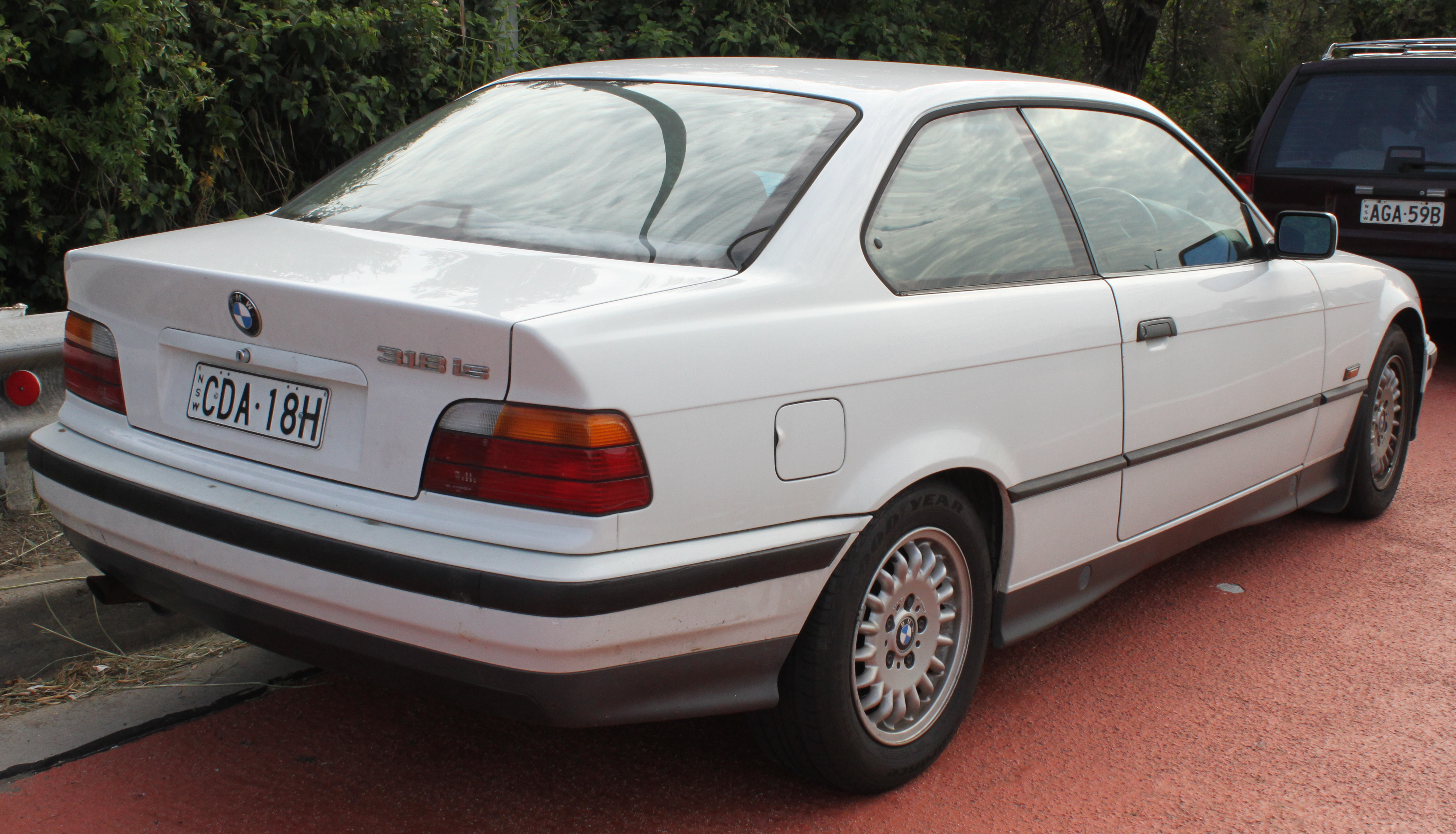
ب‌ام‌و 318is (استرالیا)

اتاق E36 در حالت‌های سدان، کوپه، کابریو، استیشن واگن و هاچبک (کامپکت) تولید شد.
حالت هاچبک که به عنوان ب‌ام‌و کامپکت شناخته می‌شد، در سال ۱۹۹۴ با مدل 318ti معرفی شد؛ در حالی که در اروپا محبوب بود، در آمریکای شمالی کاملاً ناموفق بود. حالت استیشن از سال ۱۹۹۵ در اروپا فروخته شد اما در آمریکای شمالی موجود نبود.
اتاق E36 کاملاً موفق بود و پایه محکمی برای موفقیت اتاق E46 در سال‌های بعد بنیان نهاد.

## نسل چهارم (E46؛ ۱۹۹۸–۲۰۰۵)

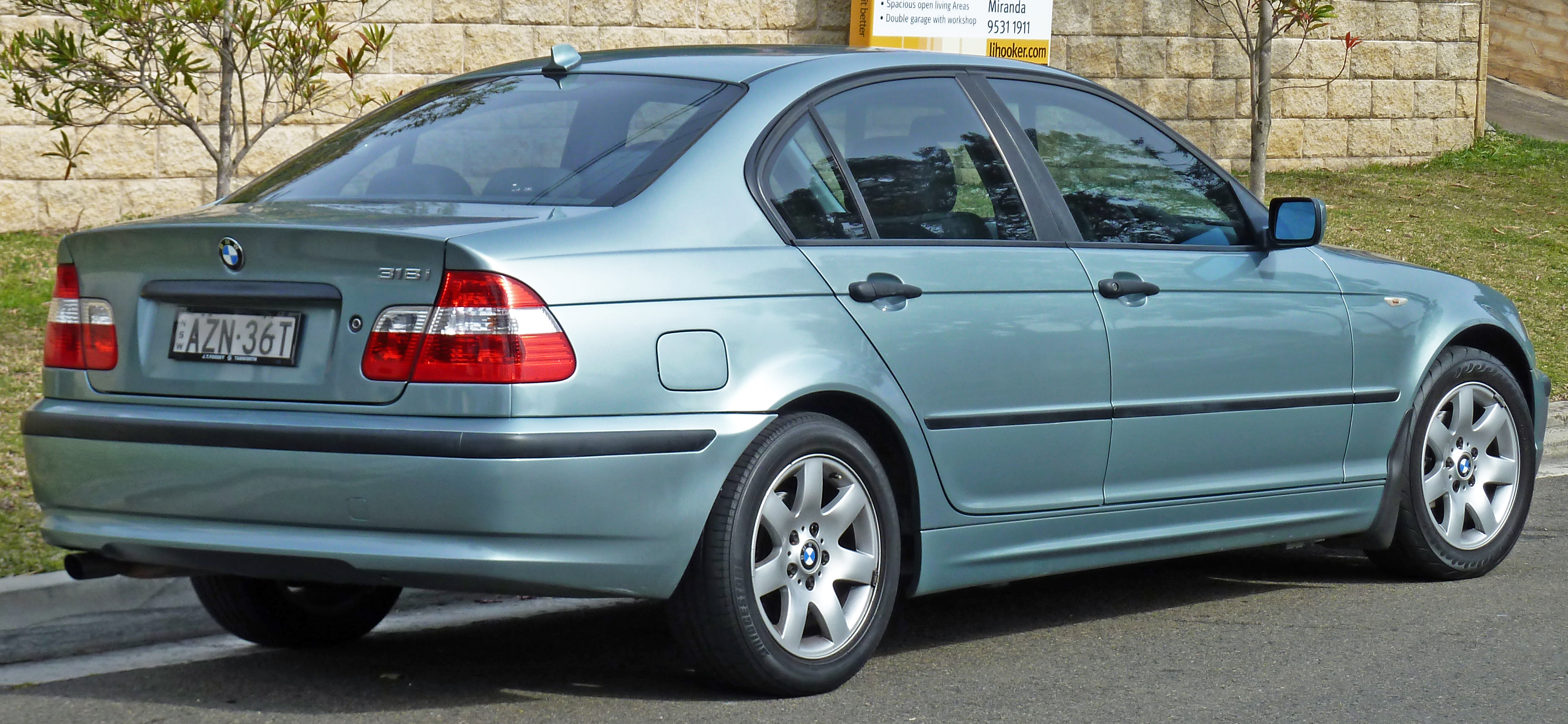
فیس لیفت ب ام و 318i سدان (استرالیا)

اتاق E46 در حالت‌های سدان، کوپه، کابریو، استیشن واگن و هاچبک (کامپکت) تولید شد.
سیستم چهارچرخ متحرک (xDrive) پس از ۱۸ سال دوباره برای سری ۳ معرفی شد. این سیستم برای مدل‌های ۶ سیلندر 325xi و 330xi سدان/استیشن در دسترس بود.

## نسل پنجم (E90 / E91 / E92 / E93؛ ۲۰۰۴–۲۰۱۳)

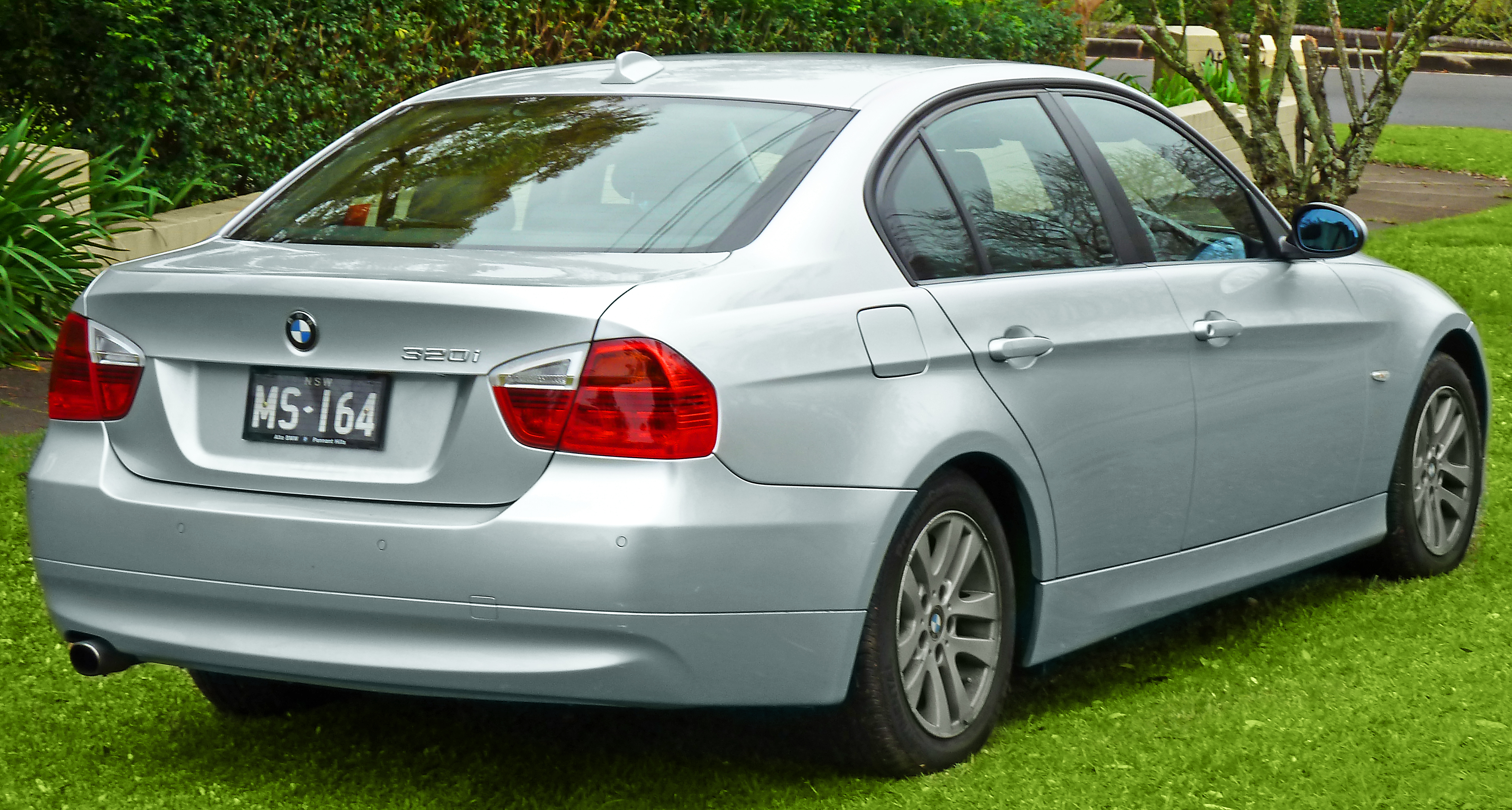
ب ام و 320i سدان (استرالیا)

نسل پنجم در سبک‌های سدان، واگن، کوپه و کابریولت تولید می‌شد. با توجه به کدهای جداگانه مدل برای هر سبک بدن، اصطلاح "E9X" گاهی اوقات برای توصیف این نسل از ۳ سری استفاده می‌شود.
این نسل از ب ام و سری ۳ نسبت به نسل قبل، بزرگتر و دارای Wheelbase یا فاصله محوری بیشتری است. این نسل فضای داخلی بیشتری نسبت به نسل قبل دارد. 
پنجمین نسل ب ام و سری۳، اولین مدل از سری ۳ بود که با لاستیک های ران فلت عرضه می‌شد. این مدل ها به همین دلیل، فاقد زاپاس بودند. 

### فیس لیفت
در سپتامبر ۲۰۰۸، مدل LCI این نسل از ب ام و سری ۳ معرفی شد و با مدل ۲۰۰۹ عرضه شد.
تغییرات ظاهری شامل سپرهای جلو و عقب، آینه های جانبی، چراغ های جلو، چراغ های عقب، درب صندوق عقب، جلوپنجره های عریض تر و خطو اصلاح شده برای کاپوت بود. همچنین سیستم ناوبری (Navigation) و iDrive آپدیت شدند و وضوح نمایشگر افزایش یافت. همچنین موتور N57 جایگزین موتور M57 برای مدل ۳۳۰ شد. 

## نسل ششم (F30 / F31 / F34؛ ۲۰۱۱-اکنون)
بی ام و ۳۲۸ با موتور ۴ سیلندر توربو یک خودروی سریع و چالاک محسوب میشود؛ این خودرو با ۲۴۵ اسب بخار قدرت میتواند صفر تا صد را در ۶.۱ صدم ثانیه ثبت کند.
بی ام و ۳۳۰ نیز با موتور ۴ لیتری و اندکی بهینه سازی نسبت به ۳۲۸ میتواند صفر تا صد را در ۵.۹ ثانیه ثبت کند که بسیار قابل توجه است.همچنین ظاهر و بدنه ۳۳۰ نیز کمی به روز تر شده اند.

مزایای استفاده بی ام و از موتور های ۴ سیلندر تویین پاور توربو به جای موتور ۶ سیلندر را میتوان در کاهش قابل توجه مصرف سوخت یافت ؛ که نه تنها مصرف سوخت کمتر شده است بلکه شتاب این خودرو های ۴ لیتری به لطف تکنولوژی به روز بسیار برای جوانان راضی کننده است.

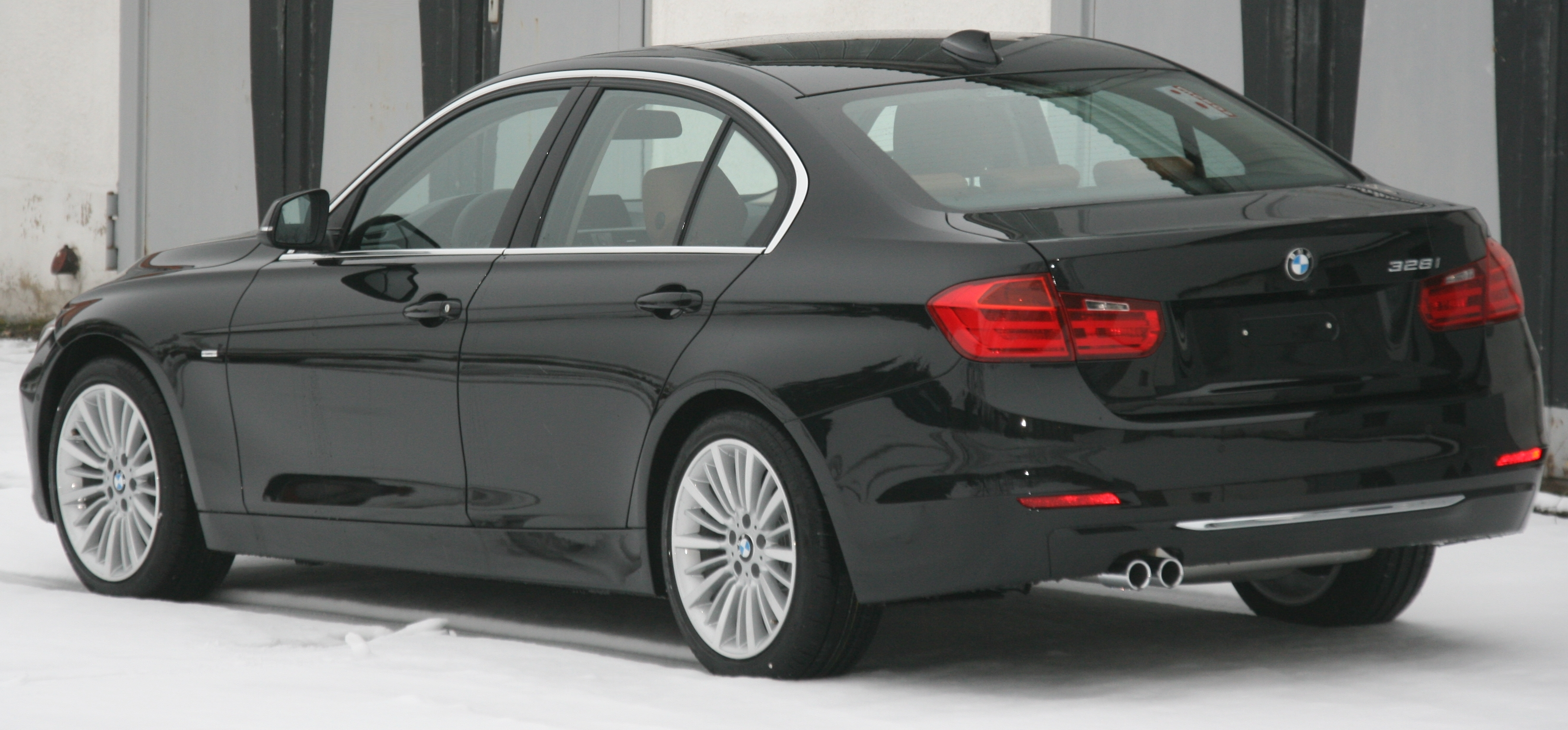
ب ام و 328i پیش از فیس لیفت (اروپا)

F30 / F31 / F34 در حالتهای سدان، استیشن و فیست بک ۵ درب (Gran Turismo) ساخته شده‌است. یک سدان با محور بلند نیز در چین موجود است.
برای سری F30 / F31، مدل‌های کوپه و کانور تیبل از سری ۳ جدا شده و به عنوان BMW 4 Series فروخته می‌شود. مدل ۵ درب در دو حالت موجود است: یک فیست بک بلندتر که به عنوان (Gran Turismo F34)سری ۳ به بازار عرضه شده‌است، ولیفت بک با ارتفاع کمتر از زمین به نام ۴ سری (F36 Gran Coupe) نامگذاری شده‌است.
اولین بار در در سری ۳ در F30 / F31 از موتورهای توربوشارژ استفاده شد. در سال ۲۰۱۶ یک درایو هیبریدی پلاگین برای اولین بار در مدل سری ۳ استفاده شد. همچنین در سال ۲۰۱۶ یک موتور ۳ سیلندر برای اولین بار در سری ۳استفاده شد.
نسخه M3 F80،(اولین بار که M3 از یک نام مدل جداگانه استفاده کرده‌است) در سال ۲۰۱۴ منتشر شد و توسط S55 دوگانه توربو مستقیم ۶ موتور طراحی شده‌است.

## تولید و فروش
| سال تقویمی | تعداد تولید | فروش در ایالات متحده |
| ---------- | ----------- | -------------------- |
| ۱۹۹۵       | ن/م         | 54,720               |
| ۱۹۹۶       | ن/م         | ۵۰٬۲۴۸               |
| ۱۹۹۷       | 337,800     | ن/م                  |
| ۱۹۹۸       | 376,900     | ن/م                  |
| ۱۹۹۹       | 454,000     | 77,138               |
| ۲۰۰۰       | 509,007     | ۸۹٬۶۸۱               |
| ۲۰۰۱       | 533,952     | 103,227              |
| ۲۰۰۲       | 561,249     | ۱۱۵٬۴۲۸              |
| ۲۰۰۳       | 528,358     | 111,944              |
| ۲۰۰۴       | 449,732     | 106,549              |
| ۲۰۰۵       | 434,342     | 106,950              |
| ۲۰۰۶       | 508,479     | ۱۲۰٬۱۸۰              |
| ۲۰۰۷       | 555,219     | ۱۴۲٬۴۹۰              |
| ۲۰۰۸       | 474,208     | ۱۱۲٬۴۶۴              |
| ۲۰۰۹       | 397,103     | 90,960               |
| ۲۰۱۰       | 399,009     | ۱۰۰٬۹۱۰              |
| ۲۰۱۱       | 384,464     | 94,371               |
| ۲۰۱۲       | 406,752     | 99,602               |
| ۲۰۱۳       | 500,332     | ۱۱۹٬۵۲۱*             |
| ۲۰۱۴       | 480,214     | ۱۴۲٬۲۳۲*             |
| ۲۰۱۵       | 444,338     | ۱۴۰٬۶۰۹*             |
| ۲۰۱۶       | 411,844     | ۱۰۶٬۲۲۱*             |

* شامل سری ۴

## نگارخانه

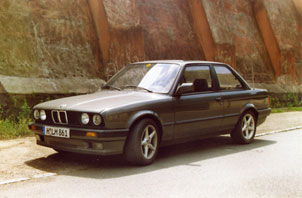
BMW E30